# Sežana

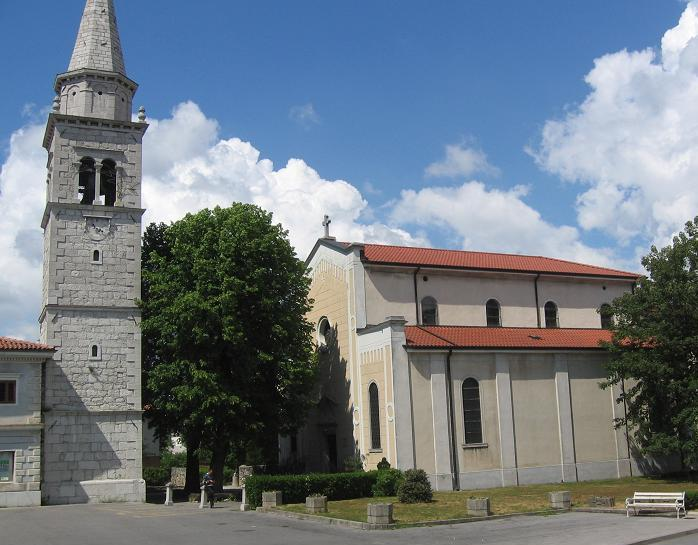
Sežana

Sežana (italsky Sesana německy Zizan) je město ve Slovinsku s asi 5509 obyvateli. Je správním centrem občiny Sežana. Tvoří hospodářské, dopravní, vzdělávací, kulturní a zdravotní centrum Klasického krasu a důležité centrum přímořského regionu, soustředí se zde větší množství malých firem, které vytváří pracovní příležitosti i pro obyvatele širšího okolí (Postojna, Ilirska Bistrica, Divača, Kozina, Komen, atd.). Město leží u železnice spojující Lublaň s Terstem, odpojuje se zde dráha do Nové Gorice.
V Sežaně se narodil známý básník Srečko Kosovel, po kterém je zde pojmenována řada institucí.
Nachází se zde také botanická zahrada Scaramangà, která se může pochlubit sbírkou exotických stromů a skleníkem – oranžérií.

## Historie
Okolí města bylo osídleno už v pravěku, což dokládá hradiště na nedalekém vrchu Tabor. První písemná zmínka pochází z roku 1086. Sežana byla dlouho nepříliš významná vesnice. Její význam se zvýšil z těchto důvodů:
- roku 1713 sem hrabě Petači přenesl sídlo svého panství, takže obec se stala administrativním centrem regionu
- po výstavbě silnice z Vídně do Terstu na začátku 18. století se význam Sežaně zvětšil, neboť zde vznikly četné formanské stanice s hostinci a chlévy, pořádaly se zde také velké výstavy dobytka, které se zde udržely až do 2. světové války
- k ještě rychlejšímu rozvoji přispěla po roce 1857 příchod železnice Vídeň – Terst, která znamenala další zvýšení množství přepravovaného zboží a objemu obchodu.

Po 1. světové válce připadla Sežana Itálii, kde zůstala do osvobození v roce 1945. Mezi lety 1945 a 1947 pak byla spolu s okolím pod správou anglického vojska, poté byla definitivně přičleněna k Jugoslávii. V roce 1952 byla povýšena na město.